# Intendente de Asunción
El intendente municipal de Asunción es el máximo cargo del gobierno municipal de Asunción, ciudad capital de Paraguay. Fue originada a partir de la Ley de Municipalidades de 1890, cuyo cargo se materializó el 8 de mayo de 1891.

## Intendentes municipales de Asunción
| Orden           | Imagen | Intendente                           | Inicio del mandato       | Fin del mandato          | Notas |
| 1.º             |        | Francisco Casabianca Moretti         | 9 de mayo de 1891        | 4 de julio de 1892       | |
| 2.º             |        | José del Rosario Mazó                | 4 de julio de 1892       | 26 de noviembre de 1893  | |
| 3.º             |        | José Ramón Silva                     | 27 de noviembre de 1893  | 30 de abril de 1896      | |
| 4.º             |        | Manuel Antonio Maciel                | 1 de mayo de 1896        | 17 de junio de 1898      | |
| 5.º             |        | Antonio Dolores Codas                | 18 de junio de 1898      | 28 de septiembre de 1899 | Presentó renuncia al cargo a finales de noviembre de 1898, pero fue confirmado por el presidente Emilio Aceval.                                              |
| 6.º             |        | Víctor Martín Soler                  | 29 de septiembre de 1899 | 30 de diciembre de 1899  | PLRA |
| 7.º             |        | Juan Manuel Sosa Escalada            | 30 de diciembre de 1899  | 27 de noviembre de 1902  | |
| 8.º             |        | Juan de la Cruz Arrúa                | 28 de noviembre de 1902  | 30 de julio de 1904      | Su administración fue sometido por una intervención municipal, el día siguiente presentaría su renuncia al cargo.                                            |
| 9.º             |        | Miguel Elizeche                      | 30 de julio de 1904      | 11 de enero de 1905      | |
| 10.º            |        | Martín Llano Chamorro                | 4 de diciembre de 1906   | 4 de julio de 1908       | Designado intendente por el presidente Benigno Ferreira, sería destituido del mando por el golpe de Estado jarista que derrocó el gobierno de Ferreira. PLRA |
| 11.º            |        | Eduardo Schaerer Vera y Aragón       | 5 de julio de 1908       | 18 de enero de 1911      | PLRA |
| 12.º            |        | Carlos Stefano Balmelli Ravaglio     | 1910                     | 1910                     | PLRA - Interino |
| 13.º            |        | Cipriano Ibañez                      | 18 de enero de 1911      | 11 de febrero de 1911    | PLRA - Interino |
| 14.º            |        | Francisco Luis Bareiro Escato        | 11 de febrero de 1911    | 9 de agosto de 1911      | PLRA |
| 15.º            |        | Arsenio López Decoud                 | 9 de agosto de 1911      | 28 de diciembre de 1911  | ANR |
| 16.º            |        | Antonio Planás                       | 28 de diciembre de 1911  | 12 de marzo de 1912      | |
| 17.º            |        | Constantino Misch Perez              | 23 de enero de 1912      | 12 de marzo de 1912      | PLRA - Interino |
| 18.º            |        | Enrique Solano López                 | 12 de marzo de 1912      | 1912                     | ANR |
| 19.º            |        | Belisario Rivarola Recalde           | 1912                     | 1913                     | PLRA |
| 20.º            |        | Ernesto Egusquiza                    | 1 de julio de 1913       | 30 de agosto de 1916     | PLRA |
| 21.º            |        | Francisco Sosa Gaona                 | 31 de agosto de 1916     | 5 de enero de 1917       | |
| 22.º            |        | Albino Mernes Vallovera              | 6 de enero de 1917       | 7 de septiembre de 1920  | PLRA |
| 23.º            |        | Vicente Rivarola Bogarín             | 5 de enero de 1920       | 5 de mayo de 1920        | PLRA - Interino |
| 24.º            |        | Andrés Barbero Crosa                 | 8 de septiembre de 1920  | 8 de septiembre de 1921  | PLRA |
| 25.º            |        | Juan Bautista Nacimiento             | 2 de septiembre de 1921  | 13 de febrero de 1924    | PLRA |
| 26.º            |        | Miguel Ángel Alfaro Decoud           | 14 de febrero de 1924    | 29 de octubre de 1927    | |
| 27.º            |        | Baltazar Ballario Buzó               | 29 de octubre de 1927    | 28 de febrero de 1929    | PLRA |
| 28.º            |        | Pedro Bruno Guggiari                 | 1928                     | 1932                     | PLRA |
| 29.º            |        | Gustavo M. Crovatto                  | 1933                     | 1936                     | |
| 30.º            |        | Felipe Molas López                   |                          |                          | ANR |
| 31.º            |        | Damian Bruyn Palmerola               |                          |                          | |
| 32.º            |        | José Alfredo Bozzano                 |                          |                          | |
| 33.º            |        | Fernando B. Saguier Caballero        |                          |                          | |
| 34.º            |        | Luis P. Frescura y Candia            |                          |                          | |
| 35.º            |        | Fernando Cazenave Fornells           |                          |                          | |
| 36.º            |        | Alfonso Enrique Dos Santos           |                          |                          | |
| 37.º            |        | Aurelio Penayo Jiménez               |                          |                          | |
| 38.º            |        | Manuel Agustín Ávila                 |                          |                          | |
| 39.º            |        | Víctor A. Pane Ciancio               |                          |                          | |
| 40.º            |        | Alfonso Enrique Masi Masi            | 9 de junio de 1946       | 10 de agosto de 1946     | |
| 41.º            |        | Mario Mallorquín Volpe               |                          |                          | |
| 42.º            |        | Jorge Thompson Molinas               |                          |                          | |
| 43.º            |        | Leandro P. Prieto                    |                          |                          | |
| 44.º            |        | Abel Dos Santos Silva                |                          |                          | |
| 45.º            |        | Enrique Volta Gaona                  |                          |                          | |
| 46.º            |        | Juan Emilio O'Leary                  |                          |                          | ANR |
| 47.º            |        | Tomás Guerrero                       |                          |                          | |
| 48.º            |        | Marcial González                     |                          |                          | |
| 49.º            |        | Gustavo Fernando Storm Eggert        | 9 de septiembre de 1949  | 9 de diciembre de 1952   | |
| 50.º            |        | José Domingo Ocampos Irazusta        |                          |                          | ANR |
| 51.º            |        | Juan Pablo Gorostiaga López Moreira  |                          |                          | |
| 52.º            |        | Nicolás de Bari Flecha Torres        |                          |                          | |
| 53.º            |        | Antonio E. González                  |                          |                          | |
| 54.º            |        | César Gagliardone                    | 24 de junio de 1960      | 5 de febrero de 1964     | Militar designado por Alfredo Stroessner |
| 55.º            |        | Marcos Arellano Elizeche             |                          |                          | |
| 56.º            |        | Manuel Flaminio Brítez Borges        | 6 de febrero de 1964     | 6 de julio de 1972       | ANR - Militar |
| 57.º            |        | Guido René Kunzle Durañona           | 6 de julio de 1972       | 24 de mayo de 1976       | ANR - Ingeniero Civil |
| 58.º            |        | Porfirio Pereira Ruiz Díaz           | 24 de mayo de 1976       | 6 de febrero de 1989     | ANR - Militar |
| 59.º            |        | José Luis Alder Ibáñez               | 7 de febrero de 1989     | 26 de junio de 1991      | ANR - Militar |
| Era democrática |        |                                      |                          |                          | |
| 60.º            |        | Carlos Alberto Filizzola Pallarés    | 26 de junio de 1991      | 17 de diciembre de 1996  | APT |
| 61.º            |        | Martín Burt Artaza                   | 17 de diciembre de 1996  | 17 de diciembre de 2001  | PLRA |
| 62.º            |        | Enrique Riera Escudero               | 19 de diciembre de 2001  | 19 de diciembre de 2006  | ANR |
| 63.º            |        | María Evangelista Troche de Gallegos | 19 de diciembre de 2006  | 29 de julio de 2010      | ANR |
| -               |        | Hugo Antonio Piccinini Soerensen     | 29 de julio de 2010      | 19 de diciembre de 2010  | ANR - Interino |
| 64.º            |        | Arnaldo Samaniego González           | 19 de diciembre de 2010  | 14 de agosto de 2015     | ANR |
| -               |        | Omar Alexander Pico Insfrán          | 14 de agosto de 2015     | 19 de diciembre de 2015  | ANR - Interino |
| 65.º            |        | Mario Aníbal Ferreiro Sanabria       | 19 de diciembre de 2015  | 20 de diciembre de 2019  | PRF |
| -               |        | Óscar Andrés Rodríguez Quiñonez      | 20 de diciembre de 2019  | 7 de julio de 2021       | ANR - Interino |
| -               |        | César Daniel Ojeda Figueredo         | 7 de julio de 2021       | 9 de noviembre de 2021   | ANR - Interino |
| 66.º            |        | Óscar Andrés Rodríguez Quiñonez      | 9 de noviembre de 2021   |                          | ANR |